# Bothrops jararaca
Bothrops jararaca es una especie de serpiente venenosa de la subfamilia Crotalinae endémica de Brasil, Paraguay, Argentina. El nombre científico de la especie deriva del tupí yarará y ca: "gran serpiente." Dentro de su rango es abundante e importante causa de mordeduras de serpiente. No hay subespecies reconocidas.

## Descripción
Es una especie delgada, terrestre, alcanzando un máximo de longitud de 16 dm, aunque el promedio es mucho menor.
Las escamas de la cabeza incluyen 5-12 intersupraoculares débilmente expresadas, 7-9 supralabiales (usualmente 8) de los cuales la segunda se funde con la prelacunal, y 9-13 sublabiales (usualmente 10-12). A mitad del cuerpo hay 20-27 escamas dorsales (usualmente 23-25).  Las escamas ventrales son 170-216 (raramente 218) y 51-71 escamas subcaudales mayormente apareadas.

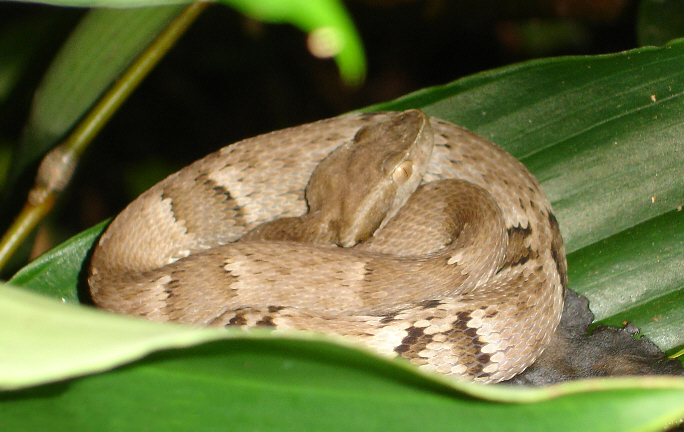
Bothrops jararaca

El patrón de color es extremadamente variable, consiste en un color dorsal: bronceado, pardo, gris, amarillo, oliva. En mitad del cuerpo, este color es usualmente algo más suave que en la cabeza, anterior y posterior. Eso se solapea con una serie de marcas triangulares o trapezoidales de bordes pálidos, negras pardas en ambos lados del cuerpo. Esas marcas pueden estar opuestas entre ellas, o parcialmente o completamente yuxtapuestas; muchos especímenes tienen un patrón con las tres variaciones. En juveniles, la punta de la cola es blanca.
La cabeza tiene una prominencia, y una banda negra parda que corre por detrás del ojo en ambos lados de atrás de la cabeza, usualmente tocando los últimos tres supralabiales. Dorsalmente, esta tira está bordeada por un área distintiva pálida. La lengua es negra, y el iris es dorado a verdoso oro con retículos ligeramente oscuros.
A cada lado de la cabeza tiene una foseta loreal ubicada entre el ojo y el hocico, que sirve para detectar presas que emiten radiación infrarroja. La foseta loreal es una característica compartida con las demás víboras de foseta.

## Nombres comunes
Jararaca, en Argentina: yarará, yararaca perezosa. En Brasil: caissaca, jaraca, jaracá, jararaca, jararaca-de-matta-virgem, jararaca-do-rabo-branco, jararaca-do-campo, jararaca-do-cerrado, jararaca-dormideira, jararaca-dominhoca, jararaca-preguicosa, malha-de-sapo. En Paraguay: yarará.

## Rango geográfico

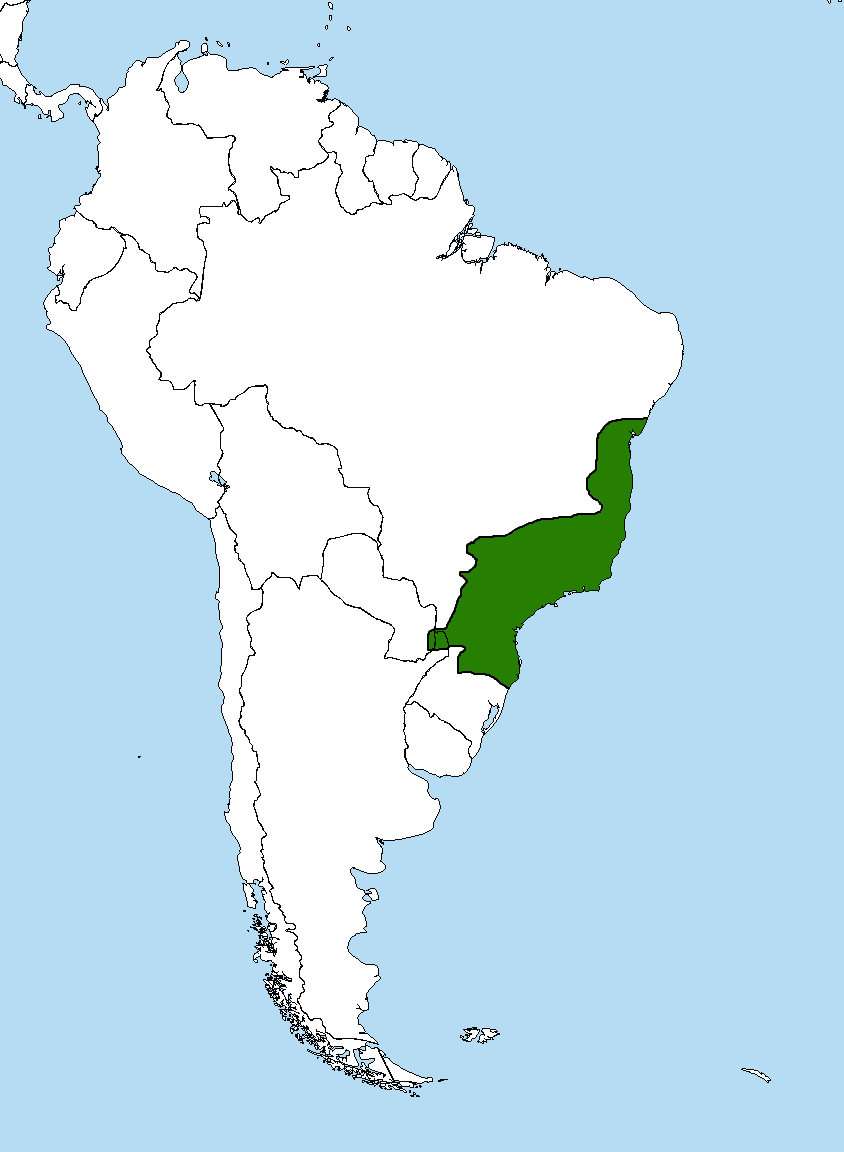
Distribución geográfica de Bothrops jararaca.

Endémica del sur de Brasil, noreste de Paraguay, norte de Argentina (Misiones). La localidad tipo es  "Lagoa d'Arara am Mucurí" (Brasil) por Wied-Neuwied en 1825; desde cerca del nivel del mar a más de 1000 m s. n. m.

## Hábitat
Prefiere bosques caducos tropicales y subtropicales, y sabanas. También ocupa áreas abiertas, en agricultura, con cobertura de vegetación cerca.

## Alimentación
Preda aves y pequeños mamíferos.

## Reproducción
Ovovivíparo. Se cree que produce cerca de 20 crías por vez.

## Veneno
Es frecuentemente abundante en su rango, donde es importante causa de mordeduras. Es un muy conocido veneno de serpiente en las populares áreas del sudeste de Brasil, donde es responsable del 52 % (3446 casos) de mordeduras entre 1902 a 1945 con un 0,7 % de tasa de mortalidad (25 decesos).
El rendimiento de una dosis en la mordedura es de 25-26 mg con un máximo de 300 mg de veneno seco; que es muy tóxico. En ratón, la LD<50 es 1,2-1,3 mg/kg IV, 1,4 mg/kg IP y 3 mg/kg SC. En humanos, la LD50 se estima en 210 mg SC.
Los síntomas típicos de envenenamiento incluyen tumefacción local, petequia, moretones y ampolladuras de la zona afectada, sangrado espontáneo sistémico de las encías y dentro de la piel, hemorragia subconjunctival y sangre incoagulable. Los síntomas sistémicos pueden ser potencialmente fatales por involucrar desórdenes hemostáticos, hemorragia intracraneal, shock y fallo renal.
La droga captopril, usada para tratar hipertensión y algunos tipos de falla cardíaca congestiva, se desarrolló de un péptido del veneno de esta especie.

## Taxonomía
Durante el siglo XX fue incluida en el género Bothrops pero en 2009 fue colocada en Bothropoides. Finalmente, en el año 2012, luego de una revisión de la morfología, filogenia y taxonomía de las serpientes bothropoides sudamericanas, las especies de ese género fueron nuevamente reincorporadas a Bothrops.